# Ciudanovița
Ciudanovița là một xã thuộc hạt Caraș-Severin, România. Dân số thời điểm năm 2002 là 779 người.